# Аллин, Джи-Джи

Джи-Джи Аллин в женском облике.

Ке́вин Майкл А́ллин (англ. Kevin Michael Allin), имя при рождении — Джи́зес Крайст (Иису́с Христо́с) А́ллин (Jesus Christ Allin [ˈʤizəs kraɪst əˈlɪn]), более известный как Джи-Джи Аллин (GG Allin; 29 августа 1956, Ланкастер, Нью-Гэмпшир — 28 июня 1993, Манхэттен, Нью-Йорк) — американский музыкант. Он был одной из самых скандальных персон в рок-музыке. На своих концертах он выступал без одежды, разбивал себе о голову бутылки, бил себя микрофоном (или же вводил его себе в анальное отверстие), мочился на сцене, совершал акты дефекации, после чего ел свои экскременты, обмазывался или бросался ими в сторону аудитории, а также нередко избивал и/или насиловал зрителей. За всю свою карьеру Джи-Джи задерживали полицейские 52 раза, и всего провёл он в тюрьме три года. По словам самого Аллина, на сцене он с 18 лет. Также Аллин говорил, что хочет «вернуть угрозу» в рок-н-ролл.
Стив Хьюи из AllMusic описал Джи-Джи Аллина, как «самого захватывающего дегенерата в истории рок-н-ролла». Джи-Джи известен по таким песням, как «I’m Gonna Rape You», «Expose Yourself to Kids», «Bite It You Scum», «Outlaw Scumfuc», «Gypsy Motherfucker», «Suck My Ass It Smells», «Die When You Die» и «Young Little Meat». Тексты песен Аллина поощряли педофилию, гомофобию, насилие и расизм.
На протяжении нескольких лет Аллин обещал, что покончит с самим собой на сцене, но вместо этого умер от случайной передозировки наркотиков 28 июня 1993 года в возрасте 36 лет.

## Биография

### Детство и юность
Джисэс Крайст (от англ. Jesus Christ «Иисус Христос») Аллин родился 29 августа 1956 года в Ланкастере, штат Нью-Гэмпшир. Имя было дано отцом Мёрлом Аллином-старшим, который утверждал, что сам Иисус пришёл к нему и сказал, что его будущий сын станет мессией.
Прозвище Джи-Джи появилось благодаря старшему брату Аллина — Мёрлу-младшему, который не мог выговорить имя «Джисэс» и вместо этого говорил «Jeje». Мёрл Аллин-старший был религиозным фанатиком-отшельником, который выкопал могилы в подвале, угрожая покончить жизнь самоубийством и забрать семью с собой. Семья жила в избе, где не было электричества и водопровода. После наступления темноты разговаривать в доме было запрещено.
Родители Аллина развелись, когда ему было шесть лет. Когда Джи-Джи начал ходить в школу, его мать официально поменяла его имя на Кевин Майкл Аллин, чтобы над ним не смеялись другие дети. Джи-Джи оказался плохо приспособленным к учёбе, а также, в силу специфического воспитания, не смог контактировать с другими детьми. В итоге Аллина перевели в специальные классы для отстающих детей и оставили на второй год. По словам его старшего брата, Джи-Джи подвергался издевательствам со стороны одноклассников за инакомыслие. В десятом классе Аллин начал ходить в школу, переодеваясь в женскую одежду под влиянием New York Dolls. Аллин вместе со своим братом курили марихуану, слушали музыку, ходили на вечеринки и часто прогуливали школу. Также по словам Аллина, своё детство он провёл взламывая и угоняя чужие машины, вламываясь в чужие дома, продавая наркотики.

### Конец 1970-х—середина 1980-х: Начало карьеры
Аллин был «одержим» музыкой. Джи-Джи и его брат начали изучать музыку ещё в раннем возрасте. Они любили кантри, но ещё больше — рок-н-ролл. Ранним влиянием Джи-Джи были группы британского вторжения 1960-х, такие как Beatles, Rolling Stones, Dave Clark Five, Monkees и The Kinks. Джи-Джи на ударных вместе с Мёрлом на гитаре играли в таких местных группах, как Little Sister’s Date (исполняли песни Aerosmith, Black Sabbath и Элиса Купера) и Malpractice (исполняли песни Ramones и Игги Попа).
Позже они покинули Нью-Гэмпшир и записали три песни — «Beat Beat Beat», «One Man Army» и «Bored To Death» — в Вермонте, в подвале дома, в котором они жили. Позже эти три песни войдут в дебютный сингл The Jabbers и дебютный альбом Джи-Джи — Always Was, Is, And Always Shall Be. В то время (на момент записи данных песен) Джи-Джи забыл про ударные и взялся за микрофон. В 1978 году Мёрл и Джи-Джи расстанутся на время: Мёрл уедет в Бостон, а Джи-Джи переедет в Манчестер и сформирует коллектив The Jabbers. В 1980 году Аллин вместе с Jabbers издали на лейбле Orange Records свой дебютный альбом, упоминавшийся ранее. Музыкальный стиль Аллина и его группы в тот момент представлял собой гибрид хардкор-панка и пауэр-попа, а тексты песен были наполнены мизогинией. В следующем году Аллин записал одноразовый сингл «Gimme Some Head» вместе с коллективом Motor City Badboys, состоящим из бывших участников MC5. Два мини-альбома — Public Animal #1 (включивший в себя самый известный ранний сингл Аллина «You Hate Me and I Hate You») и No Rules были изданы на лейбле Orange Records в 1982 и 1983 годах соответственно. Jabbers распались в 1984 году, не выдержав выходок Аллина.
Позже Аллин присоединился к своему брату в Бостоне и ненадолго присоединился к Cedar Street Sluts, перед тем, как сформировать свою новую группу, названную Scumfucs. В 1984 году Аллин основал свой собственный лейбл Blood Records, чтобы издать альбом Eat My Fuc, который отказывались издавать другие компании из-за цензуры. Тексты песен Аллина стали ещё безумнее, как отмечает Стив Хьюи из AllMusic. Дальше последовали мини-альбомы: Hard Candy Cock, I Wanna Fuck Your Brains Out, Live Fast, Die Fast. В течение следующих нескольких лет поведение Аллина на сцене стало ещё более ужасающим. Аллину запретили выступать во многих клубах, особенно после статьи в газете «Village Voice» 1986 года, которая рассказывала о случае в Cat Club (якобы тот момент, когда Аллин впервые испражнялся на сцене). Аллин стал крайне популярен в панк-обществе.

### Середина 1980-х—1989 год
В конце 1980-х Джи-Джи начал сотрудничать с ANTiSEEN. Также к концу 1980-х поведение Аллина стало ещё более радикальным. Он употреблял алкоголь и наркотики в таких дозах, что врачи, к которым он часто попадал после концертов, с трудом верили, что он ещё жив. Перед концертами он намеренно принимал слабительное, чтобы ознакомить зрителей с собственными экскрементами. Уже через 10 минут после начала концерта GG представал зрителям с окровавленной головой, голый и кидался в зрителей собственными экскрементами. Именно в этот период музыкант считал своим идолом кантри-певца Хэнка Уильямса-мл., который был весьма далёк от радикализма Аллина. Ещё одним увлечением GG становятся американские серийные убийцы. Он даже лично посещает в тюрьме Джона Уэйна Гейси. Ключевым моментом данного периода становится письмо в журнал Maximum Rock-n-Roll (1988), в котором GG сообщает, что 31 октября 1990 года, в Хэллоуин, на концерте, публично совершит самоубийство. Однако, своё обещание музыкант не выполняет. Отчасти это объясняется тем, что Аллин, по его собственным словам, никогда не делает того, чего от него ждут, а отчасти тем, что все последующие Хеллоуины он проводит в тюрьме.

### 1989 год: Суд и тюремное заключение

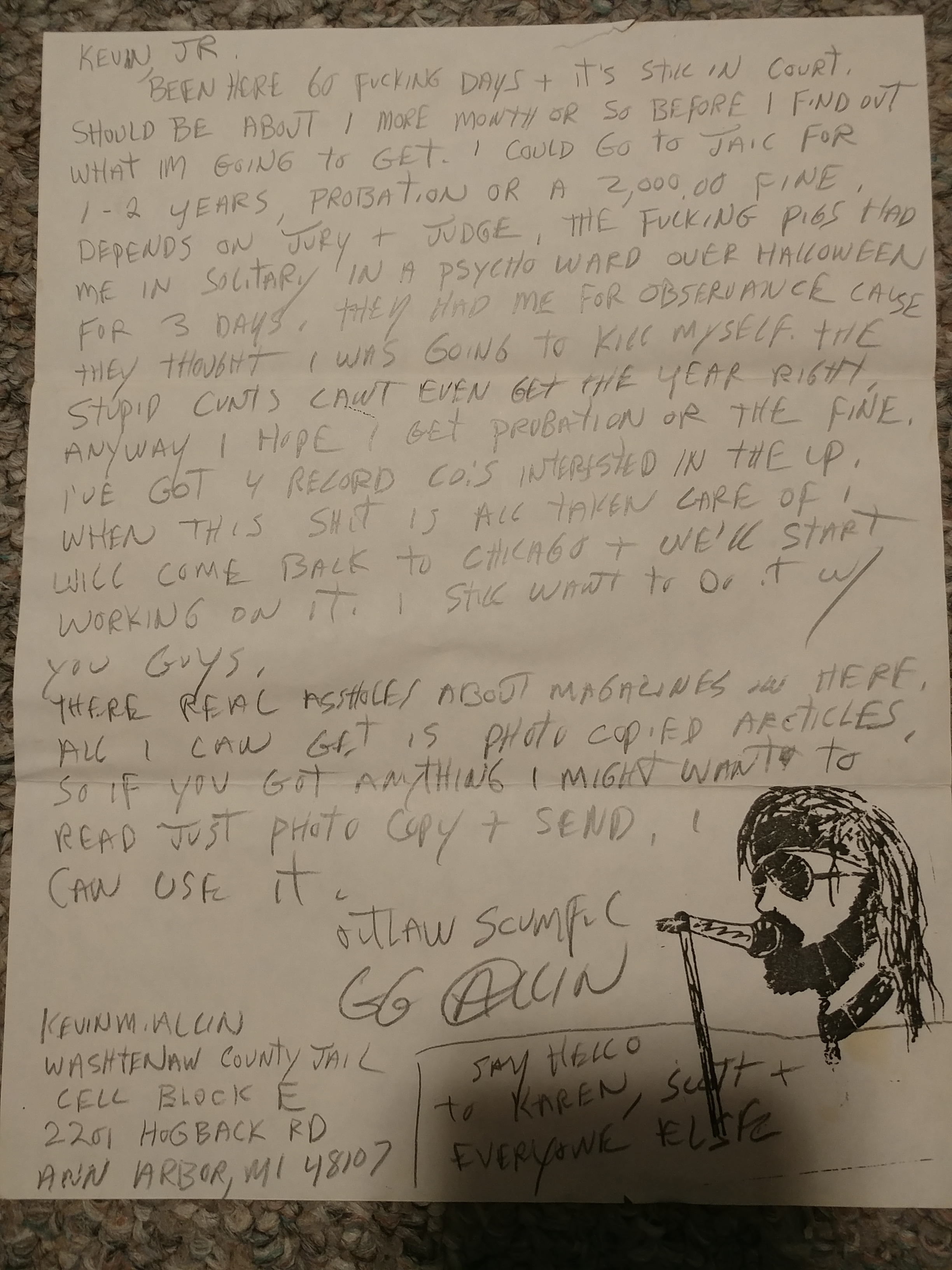
Ноябрьское письмо 1989 года

В конце 1989 года, в Энн-Арборе, штат Мичиган Аллин был арестован за покушение на убийство знакомой ему женщины. Во время секса с ней Аллин разре́зал её тело и начал пить её кровь. Позже он начал обжигать её горячим металлом, затем поджёг. Позже судья снял обвинения с Аллина, когда заметил несоответствия в рассказе женщины об этом случае. Однако, в конце концов, Аллина всё-таки признали виновным и заключили в тюрьму 25 декабря 1989 года.
В ходе психологического оценивания во время суда Аллин был оценён как обладающий средним интеллектом и был охарактеризован как «вежливый, отзывчивый и искренний». Неназванный оценщик отметил, что Аллин не выглядел как психотик и, похоже, был доволен своим нетипичным образом жизни. Однако оценщик утверждал, что Аллин зависел от алкоголя и имел смешанное расстройство личности с нарциссическими, пограничными и мазохистскими чертами.
Во время своего заключения Аллин писал книгу, названную The GG Allin Manifesto.

### 1991—1993: Последние дни
26 марта 1991 года Аллин вышел из тюрьмы на год раньше за хорошее поведение и вместе со своим братом основал новый коллектив — The Murder Junkies. За два года заключения Джи-Джи стал немного агрессивнее. Через год после освобождения Аллин опять был арестован, на этот раз в Остине, штат Техас; Джи-Джи был отправлен в тюрьму штата Мичиган.
В марте 1993 года Аллина освободили и сразу же после этого воссоединились The Murder Junkies и записали новый альбом — Brutality and Bloodshed for All, который будет издан позже в этом же году лейблом Alive Records. Тексты песен данного альбома затрагивают темы политической революции. Позже Аллин вместе с Murder Junkies совершит тур в сопровождении видеографа — Эвана Коэна, который напишет книгу «I Was a Murder Junkie: The Last Days of G.G. Allin» об этом опыте. В июне этого же года Аллин присутствовал на премьере Hated: GG Allin and Murder Junkies — документального фильма Тодда Филлипса, посвящённого Джи-Джи. Также Аллин появится на нескольких ток-шоу: шоу Джерри Спрингера и шоу Джейн Уитни.
В июне 1993 года Джи-Джи появился на шоу Джейн Уитни. На этом шоу Аллин заявил, что покончит с самим собой и заберёт своих поклонников. Отвечая на вопрос Джейн, он пояснил, что заставит их также покончить с собой, или же сам убьёт. Аллин также заявил, что в свои 36 лет он может спать с 12-, 13- и 16-летними подростками и животными и сказал, что насиловал женщин и мужчин на своих концертах.
Если ты ищешь смерти, ты ускоряешь жизнь. Ты живешь так быстро, вкладываешь столько лет в такой небольшой промежуток времени, что если бы я умер завтра, я все равно прожил бы больше лет, чем большинство людей.
— Джи Джи Аллин

### Смерть

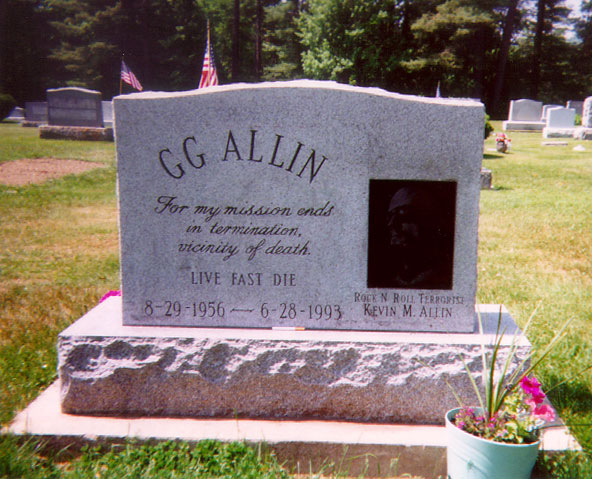
Могила Аллина

GG Allin был найден мёртвым в квартире своих знакомых в Нью-Йорке. Незадолго до своей смерти он давал концерт в небольшом клубе «Gas Station». После концерта Аллин прошествовал по Нью-Йорку голый, вымазанный кровью и фекалиями в сопровождении возбуждённой толпы фанатов. Придя домой, он лёг на кровать и через некоторое время скончался от передозировки героина. Друзья Аллина (хозяева квартиры) не сразу поняли, что он мёртв. Они полагали, что музыкант просто отдыхает после концерта. В квартире проходила вечеринка. Люди фотографировались с лежащим Джи-Джи, не зная, что он уже мёртв. Только на следующее утро хозяева квартиры почувствовали неладное и вызвали скорую помощь. Церемония похорон музыканта превратилась в шоу. Аллин лежал в гробу полуголый в кожаной куртке, с микрофоном вложенным в руку и бутылкой виски Jim Beam. Похороны снимались на видео и доступны в Интернете. Аллин похоронен 3 июля в городе Литлтон (штат Нью-Гемпшир).
Джи-Джи Аллин — артист с посланием больному обществу. Он заставляет нас смотреть на то, чем мы действительно являемся. Человек это просто некое животное, способное свободно высказываться и самовыражаться. Не следует сомневаться в этом, за тем, что он делает — стоит мозг.
— Джон Уэйн Гейси, Hated: GG Allin and Murder Junkies

### Наследие
Почти сразу после смерти Джи-Джи его популярность выросла, отчасти благодаря популярности документального фильма Hated: GG Allin and the Murder Junkies. Позже некоторые знаменитые рок-музыканты начали выражать своё уважение к Джи-Джи, а именно Faith No More (которые записали кавер на «I Wanna Fuck Myself» для своего сингла 1995 года — Ricochet), CKY, и Хэнк Уильямс III (которые записали каверы на «Bite It You Scum» и «Raw Brutal Rough And Bloody» соответственно). Также сатерн-рок-коллектив Drive-By Truckers написал песню «The Night GG Allin Came To Town», повествующую о случае, когда Аллин во время выступления с Murder Junkies 16 ноября 1991 года в Antenna Club, в Мемфисе, штат Теннесси ввёл микрофон себе в анальное отверстие.
Мёрл попытался продолжить деятельность The Murder Junkies, но так и не смог найти подходящего вокалиста, из-за чего он распустил коллектив и сконцентрировался на работе официального веб-сайта Джи-Джи и продаже товаров, CD-дисков и видео.
Murder Junkies воссоединились вместе с фронтменом Antiseen — Джеффом Клейтоном (вместе с воссоединёнными Jabbers) в городе, в котором похоронили Джи-Джи (Литтлтон, штат Нью-Гэмпшир) чтобы отметить десятую годовщину его смерти.

#### Могила Аллина
Каждую годовщину смерти Джи-Джи, его могила подвергалась вандализму со стороны фанатов. Фанаты использовали могилу Аллина как туалет, оставляли останки животных рядом, сжигали похищенные маленькие флажки США и совершали другие незаконные действия. Всё дошло до того, что местный священник предложил эксгумировать труп Аллина и похоронить его в другом месте, не разглашая информации.

### Личная жизнь

#### Семья и отношения
В 1978 году Аллин женился, его жену звали Сэнди. В начале 1980-х они развелись, так как Сэнди не могла терпеть выходок Аллина на сцене. Со временем Джи-Джи познакомился с 13-летней девочкой-подростком. В 1986 году у Аллина родилась дочь Нико, от отношений с Трейси Денеолт.
На момент смерти девушкой Джи-Джи была Лиза Манковски. Они встретились вместе, когда появились (вместе с сестрой и отцом Манковски) на шоу Джерри Спрингера. Также в 1993 году они появились вместе на шоу Джейн Уитни (англ. Jane Whitney Show) с другой фанаткой Аллина, которую звали Венди. Манковски на момент встречи было 17 лет.
У Джи-Джи был старший брат по имени Мёрл Аллин, который был басистом в его последней группе — The Murder Junkies.

#### Убеждения
Аллин часто говорил, что ненавидит людей, называл их роботами и лицемерами. Джи-Джи называл себя лидером, мессией для американской молодёжи, мессией андеграунда, вождём рок-н-ролла, говорил, что хочет вернуть угрозу в рок-н-ролл. Джи-Джи Аллин призывал людей к нонконформизму, революции и восстанию против правительства. Один из его знакомых говорил, что Джи-Джи очень сильно ненавидит власть: государство, родителей, учителей и особенно полицейских. Аллин считал, что его тело было храмом рок-н-ролла, и что его плоть, кровь и телесные жидкости принадлежат народу. Он также говорил, что если бы он не был музыкантом, то, вероятно, был бы массовым убийцей.
Также многие относят Аллина к мизогинистам, на что он когда-то ответил: «Я ненавижу, когда люди подходят ко мне и говорят, что я женоненавистник. Я не ненавижу всех женщин, я ненавижу определённых».
Аллин верил в некую форму жизни после смерти. Свои взгляды о смерти он объяснил в документальном фильме Hated: GG Allin and the Murder Junkies: «У меня такая дикая душа, что она просто хочет выбраться из этой жизни. Ей слишком тесно в этой жизни. Я подумываю насчёт того, чтобы наложить на себя руки на пике… если ты умрёшь на своём пике, своей самой сильной точке, тогда твоя душа будет намного сильнее в следующей жизни».

## Музыкальный стиль
Творчество Аллина редко отклонялось от прямолинейного, «трёхаккордного» хардкор-панка, однако иногда он экспериментировал со стилистикой — так, альбом Always Was, Is, and Always Shall Be представляет собой своеобразный гибрид хардкор-панка и пауэр-попа.

## Дискография
- Always Was, Is and Always Shall Be (1980)
- Eat My Fuc (1984)
- You'll Never Tame Me (1985)
- You Give Love a Bad Name (1987)
- Freaks, Faggots, Drunks and Junkies (1988)
- The Suicide Sessions (1989)
- Murder Junkies (1991)
- Brutality and Bloodshed for All (1993)